# توني سوتو
توني سوتو (بالإنجليزية: Tony Soto)‏ (1 أكتوبر 1976 في الولايات المتحدة - ) هو لاعب كرة قدم أمريكي في مركز الدفاع. شارك مع منتخب الولايات المتحدة تحت 17 سنة لكرة القدم ومنتخب الولايات المتحدة تحت 20 سنة لكرة القدم ومنتخب الولايات المتحدة تحت 23 سنة لكرة القدم. أما مع النوادي، فقد لعب مع سبورتينغ كانساس سيتي ولوس أنجلوس غلاكسي وConnecticut Wolves ‏ وأتلانتا سيلفرباكس وGeneration Adidas ‏.

## وصلات خارجية
- توني سوتو على موقع الاتحاد الدولي (مؤرشف)  (الإنجليزية)
- توني سوتو على موقع الدوري الأمريكي (الإنجليزية)
- توني سوتو على موقع قاعدة بيانات كرة القدم.إي يو (الإنجليزية)